# Haemogamasus pontiger
Haemogamasus pontiger är en spindeldjursart som först beskrevs av Berlese 1904.  Haemogamasus pontiger ingår i släktet Haemogamasus och familjen Laelapidae. Inga underarter finns listade i Catalogue of Life.